# Michael Louis Fitzgerald
Michael Louis Fitzgerald (Walsall, 17 agosto 1937) è un cardinale e arcivescovo cattolico britannico, dal 23 ottobre 2012 nunzio apostolico emerito in Egitto.

## Biografia
È nato il 17 agosto 1937 a Walsall, arcidiocesi di Birmingham e regione delle Midlands Occidentali, in Inghilterra.

### Formazione e ministero sacerdotale
È entrato nella congregazione dei Missionari d'Africa ed è stato ordinato presbitero il 3 febbraio 1961, ventitreenne, dal cardinale William Godfrey, arcivescovo metropolita di Westminster.
Il 22 gennaio 1987 è stato nominato segretario dell'allora "Segretariato per i non cristiani", succedendo a mons. Marcello Zago, che aveva deciso di dimettersi per dedicarsi all'incarico di superiore generale dei Missionari oblati di Maria Immacolata, ruolo che aveva assunto a partire dal 13 settembre 1986. Il 28 giugno 1988 il dicastero è stato rinominato Pontificio consiglio per il dialogo interreligioso.

### Ministero episcopale e cardinalato
Il 16 dicembre 1991 papa Giovanni Paolo II lo ha nominato vescovo titolare di Nepte. Ha ricevuto la consacrazione episcopale il 6 gennaio 1992, nella basilica di San Pietro in Vaticano, per imposizione delle mani dello stesso pontefice, co-consacranti i monsignori Giovanni Battista Re, arcivescovo titolare di Vescovio e sostituto per gli affari generali della Segreteria di Stato, e Josip Uhač, arcivescovo titolare di Tharros e segretario della Congregazione per l'evangelizzazione dei popoli.
Il 1º ottobre 2002 è stato nominato presidente del Pontificio consiglio per il dialogo interreligioso, venendo contestualmente elevato alla dignità di arcivescovo. Contemporaneamente è stato nominato anche presidente della Commissione per le relazioni religiose con i musulmani. È succeduto in entrambi gli incarichi al cardinale Francis Arinze, nominato lo stesso giorno prefetto della Congregazione per il culto divino e la disciplina dei sacramenti.
Il 15 febbraio 2006 papa Benedetto XVI lo ha nominato nunzio apostolico in Egitto e delegato presso l'Organizzazione della Lega degli Stati Arabi; è succeduto a mons. Marco Dino Brogi, O.F.M.. Questo allontanamento dalla Curia romana è da alcuni interpretato come conseguenza delle sue posizioni sul dialogo con l'Islam.
Il 23 ottobre 2012, un mese dopo il compimento del settantacinquesimo genetliaco, ha terminato l'incarico diplomatico. In seguito è ritornato in patria, e da allora presta servizio presso una parrocchia di Liverpool.
Il 1º settembre 2019 papa Francesco ne ha annunciato la creazione a cardinale nel concistoro del 5 ottobre successivo. Ha ricevuto la diaconia di Santa Maria in Portico Campitelli, della quale ha preso possesso il 1º febbraio 2020.

## Genealogia episcopale e successione apostolica
La genealogia episcopale è:
- Cardinale Scipione Rebiba
- Cardinale Giulio Antonio Santori
- Cardinale Girolamo Bernerio, O.P.
- Arcivescovo Galeazzo Sanvitale
- Cardinale Ludovico Ludovisi
- Cardinale Luigi Caetani
- Cardinale Ulderico Carpegna
- Cardinale Paluzzo Paluzzi Altieri degli Albertoni
- Papa Benedetto XIII
- Papa Benedetto XIV
- Papa Clemente XIII
- Cardinale Enrico Benedetto Stuart
- Papa Leone XII
- Cardinale Chiarissimo Falconieri Mellini
- Cardinale Camillo Di Pietro
- Cardinale Mieczysław Halka Ledóchowski
- Cardinale Jan Maurycy Paweł Puzyna de Kosielsko
- Arcivescovo Józef Bilczewski
- Arcivescovo Bolesław Twardowski
- Arcivescovo Eugeniusz Baziak
- Papa Giovanni Paolo II
- Cardinale Michael Louis Fitzgerald, M.Afr.

La successione apostolica è:
- Vescovo Claude Jean Narcisse Rault, M.Afr. (2004)
- Vescovo Adel Zaky, O.F.M. (2009)
- Vescovo John Gordon MacWilliam, M.Afr. (2017)